# Anisothecium pycnoglossum
Anisothecium pycnoglossum är en bladmossart som beskrevs av Brotherus 1890. Anisothecium pycnoglossum ingår i släktet Anisothecium och familjen Dicranaceae. Inga underarter finns listade i Catalogue of Life.